# Jayce Hawryluk
Jayce Hawryluk (* 1. Januar 1996 in Yorkton, Saskatchewan) ist ein kanadischer Eishockeyspieler, der seit Juli 2025 beim HKM Zvolen aus der slowakischen Extraliga unter Vertrag steht und dort auf der Position des Centers spielt. Zuvor absolvierte Hawryluk unter anderem 98 Spiele für die Florida Panthers, Ottawa Senators und Vancouver Canucks in der National Hockey League (NHL).

## Karriere
Jayce Hawryluk, der ukrainische Wurzeln hat, wurde in Yorkton geboren und spielte in seiner Jugend unter anderem für die Russell Rams sowie Parkland Rangers. Zur Saison 2012/13 wechselte er zu den Brandon Wheat Kings in die Western Hockey League (WHL), die ranghöchste Juniorenliga seiner Heimatprovinz. Dort erreichte er bereits in seiner zweiten Spielzeit mit 64 Scorerpunkten aus 59 Partien einen Punkteschnitt von über 1,0 pro Spiel und wurde in der Folge im NHL Entry Draft 2014 an 32. Position von den Florida Panthers ausgewählt. Vorerst lief der Angreifer jedoch weiterhin bei den Wheat Kings auf, mit denen er am Ende der Saison 2015/16 die WHL-Playoffs um den Ed Chynoweth Cup gewann. Er persönlich steigerte seine Leistung ebenfalls deutlich, so platzierte er sich mit 106 Punkten in der Hauptrunde auf Rang vier der Scorerliste, während er in den Playoffs gemeinsam mit Teamkollege Nolan Patrick Topscorer (30) wurde. Am Ende des Spieljahres ehrte man ihn zudem mit einer Berücksichtigung im WHL East Second All-Star Team.
Bereits im März 2016 hatten ihn die Florida Panthers mit einem Einstiegsvertrag ausgestattet, sodass er mit Beginn der Spielzeit 2016/17 in deren Organisation wechselte. Vorerst kam Hawryluk bei deren Farmteam zum Einsatz, den Springfield Thunderbirds aus der American Hockey League (AHL), wo er sich im Verlauf, abgesehen von sechs Partien bei den Manchester Monarchs in der drittklassigen ECHL, ebenfalls als regelmäßiger Scorer etablierte. Im Dezember 2018 kam er daher zu seinem Debüt für Florida in der National Hockey League (NHL) und bestritt bis zum Ende der Saison 42 Partien für die Panthers. In der Folge gelang es ihm jedoch nicht, sich einen Stammplatz in deren NHL-Aufgebot zu erspielen, sodass er im Februar 2020 von den Ottawa Senators verpflichtet wurde, als er ein weiteres Mal über den Waiver in die AHL geschickt werden sollte. In Ottawa beendete er die Saison 2019/20, bevor sein auslaufender Vertrag anschließend nicht verlängert wurde, sodass er sich im Oktober 2020 als Free Agent den Vancouver Canucks anschloss.
Nach einem Jahr in Vancouver wechselte Hawryluk erstmals nach Europa, indem er einen Vertrag bei Skellefteå AIK aus der Svenska Hockeyligan (SHL) unterzeichnete. Nach einer Saison dort kehrte er in die NHL zurück, wobei er sich als Free Agent den Ottawa Senators anschloss. Im Saisonverlauf wurde der Offensivspieler ausschließlich bei deren AHL-Kooperationspartner Belleville Senators eingesetzt, ehe er im März 2023 im Rahmen eines Transfergeschäfts in die Organisation der New Jersey Devils wechselte, wo er das Farmteam Utica Comets verstärkte. Der Mittelstürmer beendete dort die Spielzeit, bevor er im September desselben Jahres einen Einjahresvertrag bei den Bílí Tygři Liberec aus der tschechischen Extraliga unterzeichnete. Im Oktober 2024 wechselte der Kanadier in die benachbarte Slowakei zum HC Nové Zámky. Mit 27 Scorerpunkten in 22 Spielen bis Mitte Januar 2025 weckte Hawryluk das Interesse des EHC Kloten aus der Schweizer National League, der ihn daraufhin umgehend bis zum Saisonende verpflichtete. Nové Zámky stand zu diesem Zeitpunkt abgeschlagen am Tabellenende. Zur Saison 2025/26 kehrte in die Slowakei zurück, wo er sich dem HKM Zvolen anschloss.

### International
Erste internationale Erfahrungen sammelte Hawryluk bei der World U-17 Hockey Challenge 2013, bei der er mit dem Team Canada West den neunten Platz belegte. Auf U18-Niveau folgte eine Goldmedaille beim Ivan Hlinka Memorial Tournament 2013 sowie eine Bronzemedaille bei der U18-Weltmeisterschaft 2014. Im U20-Bereich wurde er anschließend nicht mehr berücksichtigt.

## Erfolge und Auszeichnungen
- 2013 Goldmedaille beim Ivan Hlinka Memorial Tournament
- 2014 Bronzemedaille bei der U18-Weltmeisterschaft
- 2016 Ed-Chynoweth-Cup-Gewinn mit den Brandon Wheat Kings
- 2016 WHL East Second All-Star Team

## Karrierestatistik
Stand: Ende der Saison 2024/25

### International
Vertrat Kanada bei:
- World U-17 Hockey Challenge 2013
- Ivan Hlinka Memorial Tournament 2013
- U18-Weltmeisterschaft 2014

(Legende zur Spielerstatistik: Sp oder GP = absolvierte Spiele; T oder G = erzielte Tore; V oder A = erzielte Assists; Pkt oder Pts = erzielte Scorerpunkte; SM oder PIM = erhaltene Strafminuten; +/− = Plus/Minus-Bilanz; PP = erzielte Überzahltore; SH = erzielte Unterzahltore; GW = erzielte Siegtore; 1 Play-downs/Relegation; Kursiv: Statistik nicht vollständig)